# C16H33NO
化学式C16H33NO（摩尔质量：255.44 g/mol）可以指以下化合物：
- 十六酰胺，CAS号：629-54-9
- N,N-二丁基辛酰胺，CAS号：57303-23-8
- N-十二烷基吗啉，CAS号：1541-81-7

|  | 这个同类索引页列出了具有相同分子式的化学物（即同分異構體）条目。 除非您是有意链接至本页，否则应将相应条目的内部链接指向正确的条目。 |